# Filip Lesniak
Filip Lesniak (n. 14 mai 1996) este un fotbalist slovac care joacă pe postul de mijlocaș pentru echipa AaB din Superliga Daneză. Bunicul său este antrenorul Ján Kozák, iar unchiul său este fotbalistul Ján Kozák jr.

## Carieră

### Tottenham Hotspur
Lesniak și-a început cariera de fotbalist la FC VSS Kosice din Slovacia, înainte de a se alătura Academiei de tineret a Tottenham Hotspur în ianuarie 2012. După ce a trecut prin rândurile Academiei lui Tottenham Hotspur, Lesniak a semnat primul său contract la profesioniști în iulie 2014.
La începutul sezonului 2016-2017, Lesniak a fost de acord cu împrumutul la Slovan Liberec din Cehia. La 31 iulie 2016 a debutat în campionat împotriva lui Mlada Boleslav. Lesniak a jucat încă două meciuri pentru Liberec, debutând în turul preliminar al Europa League împotriva lui Admira Wacker Mödling și jucând un meci în cupă. S-a întors la Tottenham la 31 decembrie 2016.
El a debutat în Premier League pe 18 mai 2017 împotriva lui Leicester City, dându-i o pasă de gol lui Harry Kane, care a marcat al patrulea hat-trick al sezonului. După expirarea contractului său la 9 iunie 2017 a fost lăsat să plece de la Tottenham Hotspur alături de alți 5 jucători ai academiei.

### Aalborg BK
Lesniak a ajuns la AaB din Superliga din Danemarca la 4 iulie 2017, cu care a semnat un contract de trei ani. După ce a ajuns la echipă, Lesniak a fost acompaniat de compatriotul Jakub Sylvestr, care a semnat și el cu Aalborg.
Lesniak și-a făcut debutul pentru Aalborg BK, intrând din postura de rezervă în a doua repriză în locul lui Magnus Christensen, într-o înfrângere cu 4-1 împotriva lui SønderjyskE în al doilea meci al sezonului.

## Cariera la națională
Lesinak a jucat pentru Slovacia U17 la Campionatul European de tineret sub 17 ani și laCampionatul Mondial U-17 și pentru Slovacia U19.
În martie 2016, Lesinak a fost convocat la Slovacia U21 pentru care și-a făcut debutul într-o victorie cu 4-0 asupra Estoniei U21.